# 1250

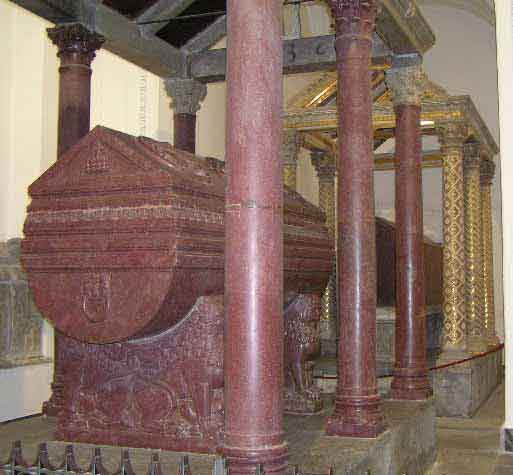
Sarcofaag van Frederik II in Palermo

Het jaar 1250 is het 50e jaar in de 13e eeuw volgens de christelijke jaartelling.

## Gebeurtenissen
- Zevende Kruistocht:
  - 8-11 februari - Slag bij El-Mansoera: De kruisvaarders onder Lodewijk IX en de Tempeliers worden vernietigend verslagen door de Ajjoebiden en Mamelukken na een overmoedige aanval op Caïro.
- 6 april - Slag bij Fariskur: De kruisvaarders worden opnieuw verslagen. Lodewijk IX wordt gevangen genomen, en later vrijgelaten in ruil voor overgave van Damiate en een losgeld van 40.000 dinar. De grootmeester van de Tempeliers, -Willem van Sonnac sneuvelt en wordt opgevolgd door Reinoud de Vichiers
- 24 mei - Koning Lodewijk IX van Frankrijk schrijft in Akko een brief aan de Maronieten in het Libanongebergte en zegt hen steun toe.

zonder datum
- In Egypte plegen de mammelukken een staatsgreep en vermoorden de Ajjoebidische sultan Turanshah. De Mamelukse leider Aybak wordt de nieuwe sultan, hoewel formeel in een co-sultanaat met Al-Ashraf II.
- Ferdinand III van Castilië verovert Xerez op de Moren.
- stadsrechten voor: Bourg-en-Bresse, Roeselare
- Margaretha van Schotland wordt heilig verklaard.
- De kerk Santa Maria in Aracoeli in Rome wordt door de paus aan de franciscanen toegewezen.
- oudst bekende vermelding: Abolens, Nerem, Walbeck

## Opvolging
- Ajjoebiden (Egypte) - Turanshah opgevolgd door Al-Ashraf II en Aybak
- Artesië - Robert I opgevolgd door zijn nageboren zoon Robert II
- Baden-Baden - Herman VI opgevolgd door zijn zoons Frederik I en Rudolf I
- Bosnië - Mattheus Ninoslav opgevolgd door Prijezda I
- Carrick - Duncan MacGilbert opgevolgd door Neil van Carrick
- Denemarken - Erik IV opgevolgd door zijn broer Abel
- Duitsland en Sicilië - keizer Frederik II opgevolgd door zijn zoon Koenraad IV
- Nevers - Wouter opgevolgd door zijn zuster Yolande
- Oostenrijk - Herman VI van Baden opgevolgd door zijn zoon Frederik I van Baden
- Utrecht - Gozewijn van Randerath (bisschop-elect) opgevolgd door Hendrik van Vianden
- Zweden - Erik XI opgevolgd door zijn neef Waldemar I

## Afbeeldingen

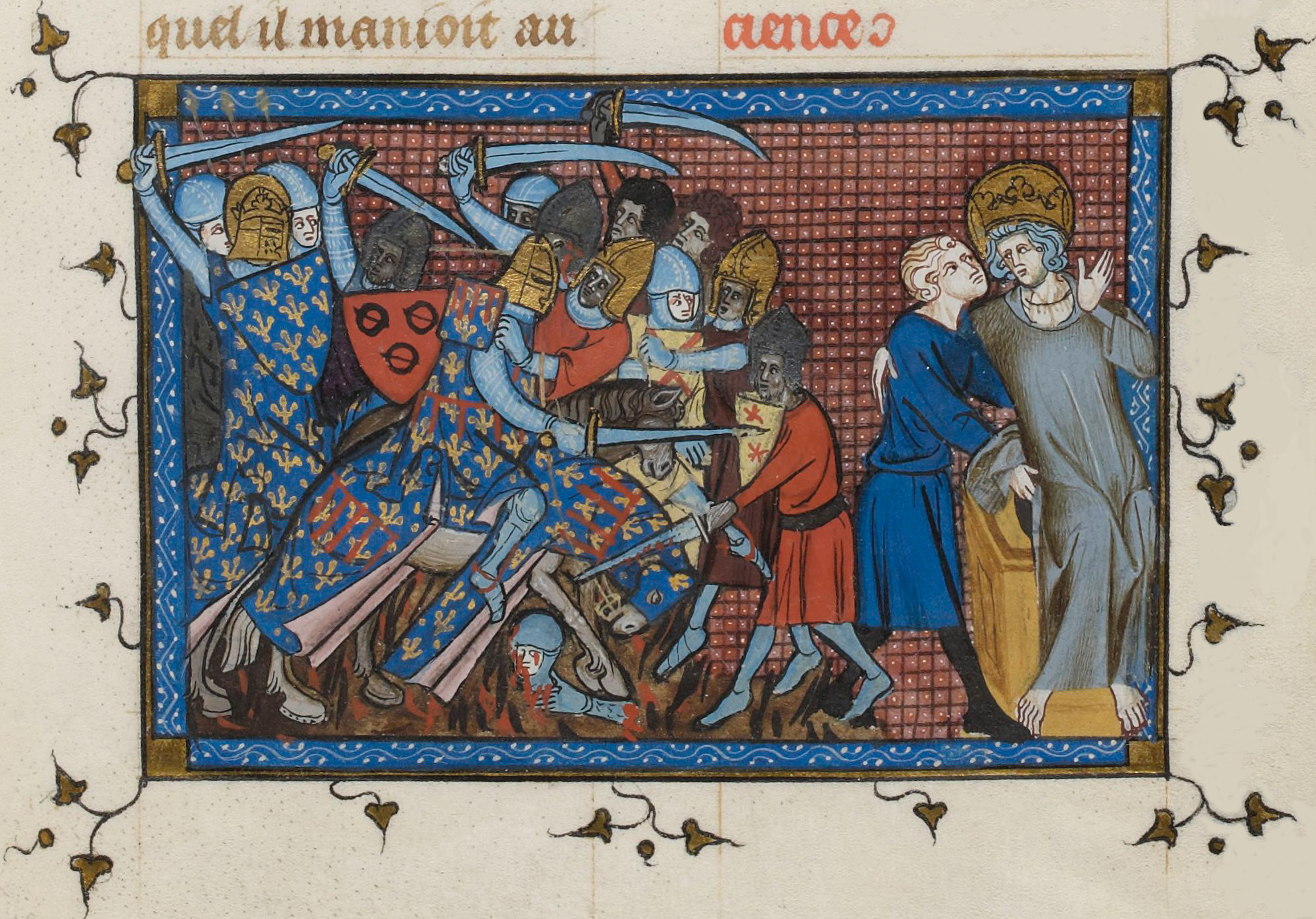
Slag bij al-Mansoera
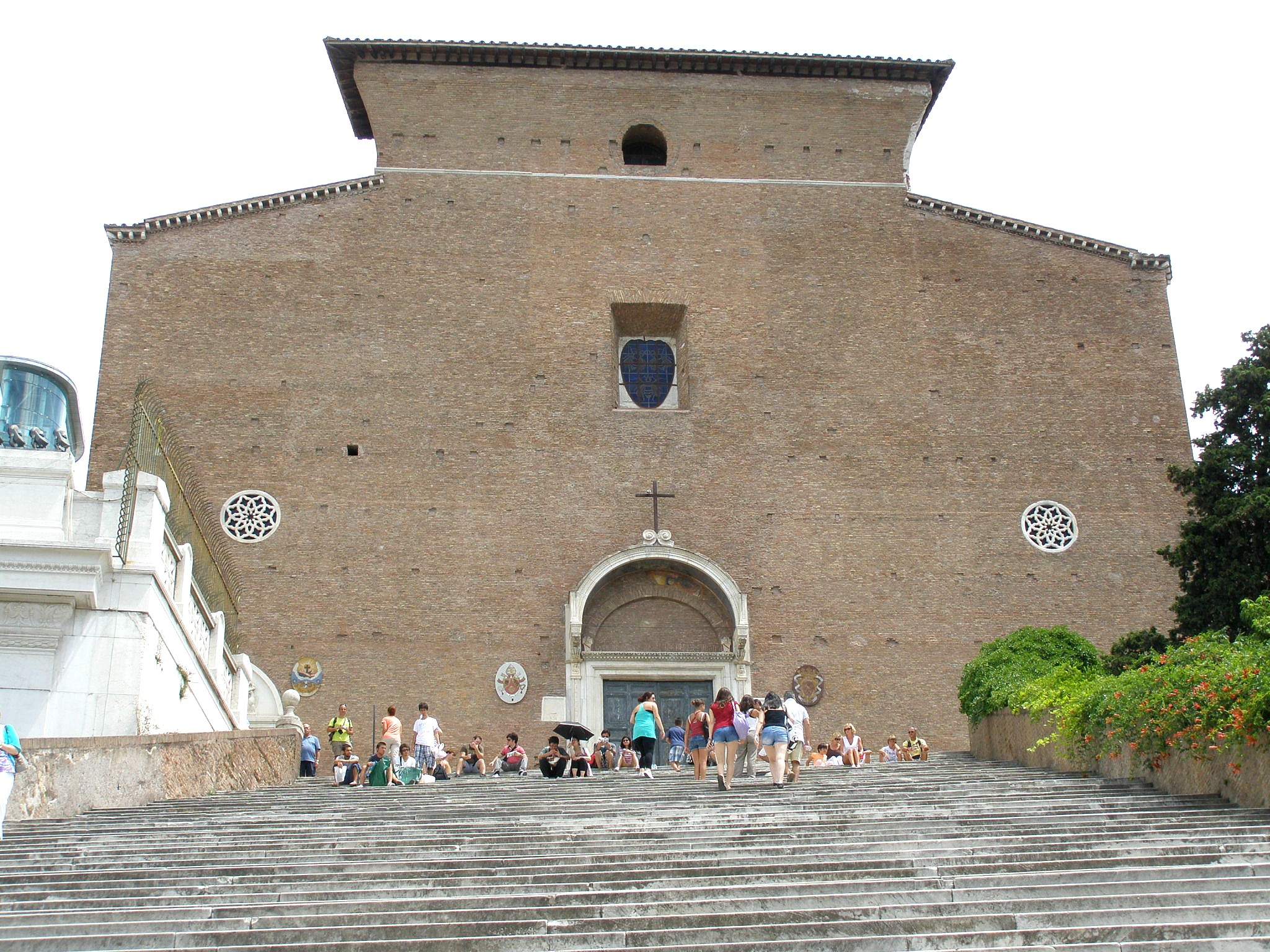
Santa Maria in Aracoeli, Rome, herbouwd 1250

## Geboren
- 8 april - Jan Tristan, Frans prins en edelman
- 15 augustus - Matteo I Visconti, heer van Milaan
- 17 september - Robert II, graaf van Artesië en krijgsheer
- 25 december - Johannes IV Doukas Laskaris, keizer van Nicea (1258-1261)
- Jean Lemoine, bisschop van Atrecht, pauselijk gezant en kardinaal
- Albrecht II, hertog van Saksen (jaartal bij benadering)
- Albrecht III, markgraaf van Brandenburg-Salzwedel (jaartal bij benadering)
- Diether III van Nassau, aartsbisschop en keurvorst van Trier (jaartal bij benadering)
- Giacomo Colonna, Italiaans kardinaal (jaartal bij benadering)
- Giovanni Pisano, Italiaans beeldhouwer (jaartal bij benadering)
- Koenraad II, hertog van Mazovië (jaartal bij benadering)

## Overleden
- 2 februari - Erik XI (~33), koning van Zweden (1222-1229, 1234-1250)
- 8 februari - Robert I (33), Frans prins, graaf van Artesië
- 8 februari - William II Longespée (~37), Engels ridder
- 11 februari - Jean de Ronay, plaatsvervangend leider van de Orde van Sint Jan
- april - Willem van Sonnac, grootmeester der Tempeliers
- 2 mei - Turanshah, sultan van Egypte (1249-1250)
- 27 mei - Raniero Capocci, Italiaans kardinaal
- 18 juni - Theresia van Portugal (71), echtgenote van Alfons IX van Leon
- juni - Aleidis van Schaarbeek, Belgisch mystica
- 10 augustus - Erik IV (~34), koning van Denemarken (1241-1250) (vermoord)
- 4 oktober - Herman VI van Baden (~24), markgraaf van Baden-Baden, hertog van Oostenrijk
- 13 december - Frederik II (55), koning van Sicilië (1198-1250), koning en keizer van Duitsland (1211/1215/1220-1250)
- Duncan MacGilbert, Schots edelman
- Arnulf van Leuven, Brabants abt en dichter (jaartal bij benadering)
- Fibonacci, Italiaans wiskundige (jaartal bij benadering)